# Die Dritte Welt im Zweiten Weltkrieg
Die Dritte Welt im Zweiten Weltkrieg ist eine Wanderausstellung zur Geschichte der Dritten Welt im Zweiten Weltkrieg, die seit September 2009 in Berlin, Tübingen und Wuppertal gezeigt wurde. Vom 16. September 2010 bis zum 16. Januar 2011 war sie in Köln zu Gast. Die nächsten Stationen waren Luzern (26. Februar bis 27. März 2011) und Göttingen (2. April bis 8. Mai 2011). Im Historischen Museum Frankfurt war sie vom 27. September 2012 bis zum 7. April 2013 zu sehen. In Berlin sollte sie ursprünglich in den Räumen der „Werkstatt der Kulturen“ in Berlin-Neukölln gezeigt werden, worüber es im letzten Moment ein Zerwürfnis zwischen Ausstellungsmachern und Betreibern gab, das ein breites Medienecho fand.

## Konzeption der Ausstellung
Die von der Gruppe „recherche international“ aus Köln und dem Journalisten Karl Rössel vom Rheinischen JournalistInnen Büro entwickelte Ausstellung ist aus dem 2005 erschienenen Buch Unsere Opfer zählen nicht – Die Dritte Welt im Zweiten Weltkrieg hervorgegangen. Sie erläutert mit Fotos und Texten, Hörstationen und Videos die Geschichte der Länder der sogenannten „Dritten Welt“ während des Zweiten Weltkriegs.
Die Schau zeigt das Schicksal der Bewohner der Kolonien der kriegführenden Länder, die als Freiwillige oder gezwungen Militär- und Arbeitsdienste leisteten. Betont wird die Beteiligung am Erfolg der Alliierten gegen den Nationalsozialismus, den europäischen Faschismus und die japanische Großmachtpolitik. Die Ausstellung verweist auf Kriegshandlungen, die bereits vor dem Kriegsausbruch 1939 begonnen haben, wie 1935 der internationale Krieg um Äthiopien und 1937 der japanische Angriff auf China. Das Buch und die Ausstellung behandeln Verlauf und Folgen des Weltkrieges in Lateinamerika, Nordafrika, dem Nahen Osten, Indien, Südostasien und Ozeanien. Thematisiert wird der Anteil der kolonialisierten Bevölkerung im Widerstand gegen den Nationalsozialismus und bei der Rekrutierung sowie die Wahrnehmung und der Umgang mit schwarzen Soldaten. Ein besonderes Thema bildet die Kollaboration mit dem Nationalsozialismus am Beispiel einiger arabischer Politiker und Eliten.
Die Ausstellung sollte ursprünglich am 1. September 2009 mit einer Rede des Kameruner Historikers Alexandre Kum'a Ndumbe III. in der „Werkstatt der Kulturen“ eröffnet werden, präsentiert vom Verein AfricAvenir International e. V.

## Auseinandersetzung
Karl Rössel warf der Leitung der „Werkstatt der Kulturen“ vor, sie wolle drei Tafeln mit Bezug zum Nahen Osten entfernen, betreffend die kollaborative Haltung des Palästinensers Mohammed Amin al-Husseini gegenüber dem Nationalsozialismus.
Im Herbst 2008 hatte Karl Rössel dem Zentrum Moderner Orient bereits in einer Radiosendung vorgeworfen, die arabische Kollaboration mit dem Nationalsozialismus zu verharmlosen.
Die Geschäftsführerin der „Werkstatt der Kulturen“ Philippa Ebéné entfernte zwei Wochen vor der Vernissage Ausstellungsinhalte, die sie für nicht vereinbart hielt. Der Journalist und Kurator Rössel warf daraufhin in einer Pressemitteilung der Geschäftsführung „Zensur“ vor. Er behauptete, die Leitung der „Werkstatt der Kulturen“ sei „vor den Arabern in die Knie gegangen“; die Ausstellung sei wegen drei Tafeln abgelehnt worden, die die Kollaboration des Mohammed Amin al-Husseini mit Adolf Hitler zeigen. Auf Nachfrage der Tageszeitung taz sagte er jedoch, dass er dies konkret nicht wisse.  Die Ausstellung wurde stattdessen in den „Uferhallen“ in Berlin-Gesundbrunnen gezeigt.
Nach Eröffnung der Ausstellung am 3. September 2009 stellte die Leitung der „Werkstatt der Kulturen“ klar, Ebéné habe bereits im März den Ausstellungsinhalt abgelehnt, da sich die Ausstellung in ihrer kolonialen Inszenierung an rassistische Völkerschauen und Kolonialfilme mit „guten Eingeborenen“ und „schlechten Eingeborenen“ anlehne.
Frau Ebéné gab an, das Ausstellungskonzept sei nicht mit ihr abgesprochen gewesen. Sie habe eine „Hommage an die gefallenen POCs (People of Colour), die Deutschland vom Faschismus befreiten“ erwartet. Sie erhob gegenüber den Ausstellungsveranstaltern den Vorwurf des Rassismus, weil diese eine Völkerschau nach dem Motto „guter Wilder, böser Wilder“ zeigen wollten. Bei Gedenkveranstaltungen, wie etwa zu Claus Schenk Graf von Stauffenberg, sei es auch nicht üblich, die Rolle von Kollaborateuren zu erörtern.
Unterstützung erhielt die Geschäftsführung vom damaligen Berliner Integrationsbeauftragten Günter Piening, der laut Berliner Tagesspiegel sagte: „In einem Viertel wie Neukölln brauchen wir eine differenzierte Darstellung der Verwicklung der arabischen Welt in den Zweiten Weltkrieg.“ Gegenüber der Jerusalem Post dementierte Pienig diese Aussage jedoch und gab an, sie sei aus dem Kontext gerissen worden.
Der Anteil der Araber am Widerstand gegen den Faschismus werde in der Ausstellung nach Ansicht Pienings nicht genügend gewürdigt.
Die Sprecherin der Berliner Jüdischen Gemeinde Maya Zehden warf Ebéné Intoleranz vor und Unfähigkeit, demokratisch zu handeln. Zehden forderte den Berliner Senat auf, Ebénés Entlassung zu prüfen. Die Pienig zugeschriebene Aussage bezeichnete Zehden als Versuch des Appeasements, um zu ignorieren, dass es im Zweiten Weltkrieg keinen offiziellen Widerstand der arabischen Welt gegen die Judenverfolgung gegeben habe. Zehden warf Pienig eine falsche Toleranz gegenüber den Deutsch-Arabern in der Nachbarschaft vor, um Störungen zu vermeiden.
Die Absage der Ausstellung wurde auch vom Neuköllner Bezirksbürgermeister Heinz Buschkowsky kritisiert, der äußerte: „Gerade die Werkstatt [der Kulturen] reklamiert für sich, ein Ort der Freiheit und Kultur zu sein. Geschichte muss man aushalten können“. Die Absage der Ausstellung interpretierte Buschkowsky als ein Zeichen vorauseilenden Gehorsams, um mögliche Probleme zu vermeiden.
Für den 28. August 2009 wurde ein Gespräch zwischen Vertretern der Werkstatt der Kulturen und der Kuratoren unter Vermittlung von Piening anberaumt. Dieser verkündete anschließend, eine Kopie der Ausstellung werde nun doch in der „Werkstatt der Kulturen“ gezeigt. Ebéné, die an dem Gespräch nicht teilgenommen hatte, lehnt die Ausstellung weiterhin ab. Der Trägerverein der „Werkstatt der Kulturen“ hat dennoch beschlossen, in deren Räumen ab dem 3. September 2009 eine Kopie der Ausstellung zu zeigen.
Die Initiative Schwarze Menschen in Deutschland (ISD) hat dieses Vorgehen des Trägervereins gegenüber Ebéné als typisch für den Umgang mit den Befindlichkeiten schwarzer Menschen kritisiert und fordert stattdessen die Verantwortlichen auf, sich mit den Argumenten der Ausstellungskritiker zu befassen. Die ISD stellt auch die Verwendung des Begriffes „Dritte Welt“ im Ausstellungstitel als stigmatisierend in Frage, weil unklar bleibe, ob damit alte Bilder und Vorurteile eher korrigiert oder eher festgeschrieben werden sollen.

## Eröffnung und Rezeption
Die Ausstellung in den Uferhallen ist am 1. September 2009 unter großem öffentlichen Interesse eröffnet worden. Etwa 50 Journalisten waren anwesend.
Auf einer Pressekonferenz in den Räumen der Berliner Amadeu-Antonio-Stiftung am 2. September 2009 unterstützte die Anglistin Susan Arndt Ebénés Ablehnung der Hinweise auf Kollaborateure mit Deutschland in der Ausstellung. Arndt erkennt in so einer „Objektivierung“ den Versuch der Deutschen, ihre eigene Schuld zu relativieren und durch Erwähnung der Zusammenarbeit al-Husseinis mit Hitler sich selbst zu entlasten. Insofern handele es sich bei der Ausstellungsabsage „nicht um Zensur, sondern um Widerstand durch eine woman of colour“.
Hingegen kritisierte der Historiker Götz Aly auf der gleichen Pressekonferenz die Ausstellung trotz der Teile zur Kollaboration mit den Achsenmächten als „antiaufklärerisch“, weil verschwiegen werde, dass z. B. Mahatma Gandhi während der indischen Unabhängigkeitsbewegung gegen die Kolonialherrschaft Englands aufgrund des gemeinsamen Gegners ein großer Freund Nazi-Deutschlands gewesen sei. Aly wirft Ebéné vor, ihrerseits ein Bild vom „edlen Wilden“ zu pflegen. Weiter betonte Aly, dass die Truppen schwarzer Soldaten im Dienste der Briten und Franzosen nicht freiwillig an der Befreiung Deutschlands teilgenommen hätten, und dass es in Südwestdeutschland häufig zu Vergewaltigungen durch schwarze Besatzer gekommen sei. Die Vorsitzende der Amadeu-Antonio-Stiftung, Anetta Kahane führte dazu aus, dass es unterschiedliche Ebenen der Auseinandersetzung mit Kolonialismus und seinen Auswirkungen auf die Gegenwart gäbe.